# Sophie Dorothee von Podewils
Sophie Dorothee Gräfin von Podewils, née Freiin von Hirschberg le 16 février 1909 à Bamberg et morte le 5 octobre 1979 à Starnberg, est une romancière, poétesse et traductrice allemande.
Elle étudie la peinture et les arts graphiques à Bruxelles et Paris et se marie en 1932 à Clemens Graf von Podewils (1905-1978). Elle s'installe avec lui à partir de 1945 au château de Svojšín (en Bohême) et plus tard au château Hirschberg d'Eberfing (en Haute-Bavière).
L'écrivain Barbara von Wulffen est sa fille.

## Œuvre
- Die geflügelte Orchidee (1941)
- Wanderschaft (1948)
- Schattengang (1982)